# Iowa caucus
Iowa caucus – pierwszy etap wyłaniania kandydata głównych partii (czyli demokratycznej i republikańskiej) na urząd prezydenta USA, które odbywają się w amerykańskim stanie Iowa.
Dokonuje się wtedy wyboru delegatów na lokalne konwencje, którzy z kolei wyłonią delegatów na konwencję ogólnokrajową. Nie są to więc prawybory, aczkolwiek wybory delegatów i prawybory odbywają się w całym kraju, o tyle pierwsze wybory na lokalne konwencje w Iowa, a następnie pierwsze prawybory w New Hampshire uchodzą za zasadniczy sprawdzian, który pomaga wyłonić na starcie faworyta. Żaden kandydat, który wygrał zarówno w Iowa jak i New Hampshire nie przegrał potem walki o nominację. Jednak niektórzy, jak Bill Clinton, przegrali obie, a jednak zdobyli kandydaturę prezydencką (w Iowa przegrał z senatorem z tego stanu Tomem Harkinem, a w New Hampshire z Paulem Tsongasem).

## Wyniki w Iowa
Kandydaci zaznaczeni grubszą czcionką zdobyli nominację.